# 김아린 (기상 캐스터)
김아린(1985년 6월 3일 ~ )은 대한민국의 KBS창원방송총국의 영남권 경남지역 기상 캐스터이다.  

## 경력
2014년 7월 ~ : KBS 창원방송총국 보도국 기상캐스터
2013년 4월 ~2014년 5월 :  기상청 날씨 ON 기상캐스터
2011.11~2012.04 KBS 2TV